# Micrurapteryx gerasimovi
Micrurapteryx gerasimovi là một loài bướm đêm thuộc họ Gracillariidae. Nó được tìm thấy ở vùng Viễn Đông Nga.
Ấu trùng ăn Melilotus suaveolens và Vicia cracca. Chúng ăn lá nơi chúng làm tổ.